# Super 8 (film, 2011)
Super 8  är en amerikansk science fiction-film, regisserad av J.J. Abrams och producerad av Steven Spielberg och Bryan Burk. Filmen hade premiär i USA den 10 juni 2011 och i Sverige den 17 juni.

## Handling
Sommaren 1979 bevittnar några vänner i en liten stad i Ohio en katastrofal tågolycka medan de håller på att spela in en Super 8-film. Snart börjar de misstänka att kraschen inte var någon olycka, och det dröjer inte länge förrän människor i staden börjar försvinna spårlöst och andra märkliga, oförklarliga saker händer. När den lokale polischefen försöker få reda på sanningen, visar det sig vara något mer fasansfullt än någon av dem kunnat föreställa sig.

## Rollista (i urval)
- Joel Courtney – Joseph "Joe" Lamb
- Elle Fanning – Alice "Allie" Dainard
- Kyle Chandler – Jackson "Jack" Lamb
- Riley Griffiths – Charles Kaznyk
- Ryan Lee – Cary
- Ron Eldard – Louis Dainard
- Gabriel Basso – Martin
- Noah Emmerich – Colonel Nelec
- David Gallagher – Donny
- Bruce Greenwood – Cooper
- Zach Mills – Preston
- Amanda Michalka – Jen Kaznyk
- Glynn Turman – Dr. Thomas Woodward
- Michael Hitchcock – Deputy Rosko
- Caitriona Balfe – Elizabeth Lamb
- Joel McKinnon Miller – Sal Kaznyk
- Jessica Tuck – Mrs. Kaznyk
- Dan Castellaneta – Izzy
- Richard T. Jones – Overmyer
- Dale Dickey – Edie
- Colin Mathews – Crazy Beto's Customer
- Brett Rice – Sheriff Pruitt
- Katie Lowes – Tina